# Halcones
«Соколы» (исп. Halcones) — авиационная пилотажная группа ВВС Чили. Летает на немецких спортивных самолётах Extra EA-300. В составе группы девять пилотов, которые показывали своё мастерство в небе Европы, Америки и Азии.

## Галерея

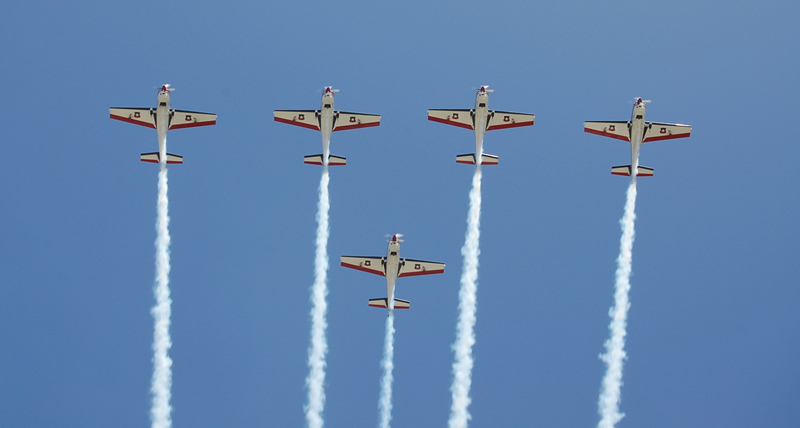
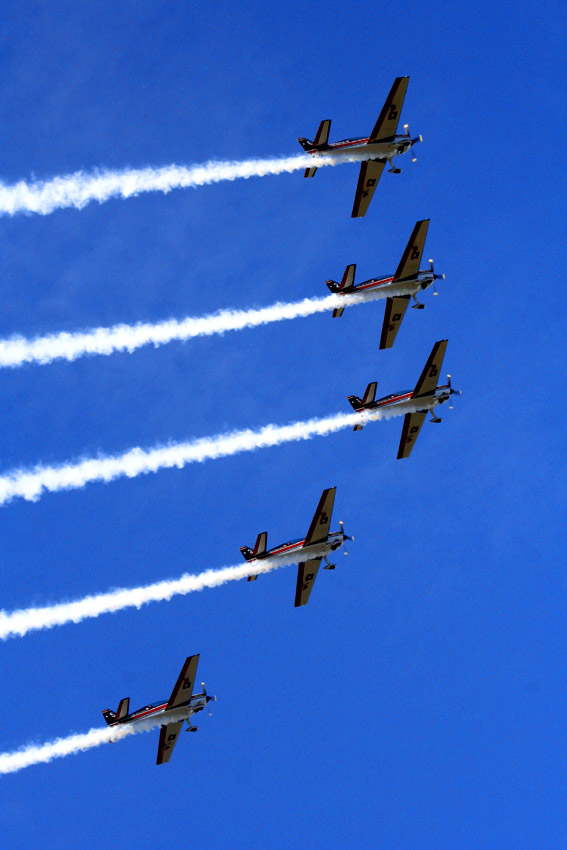